# Нарковоры
Нарковоры (англ. Dope Thief) — американский телесериал в жанре криминальной драмы, основанный на книге «Dope Thief» Денниса Тафойи. Премьера первых двух эпизодов состоялась на стриминговой платформе Apple TV+ 14 марта 2025 года.

## Сюжет
Рэй и Мэнни, два друга из Филадельфии придумали аферу: они выдают себя за агентов Управления по борьбе с наркотиками и грабят мелких наркодилеров, которые затем не станут обращаться в полицию. Но после того, как по ошибке они выбирают слишком крупную цель и уходят с несколькими сотнями тысяч долларов, им приходится столкнуться с последствиями своих действий.

## В ролях
- Брайан Тайри Генри — Рэй
- Вагнер Моура — Мэнни
- Марин Айрленд — Кристи Линн
- Кейт Малгрю — Тереза Бауэрс
- Амир Арисон — Марк Нейдер
- Винг Рэймс — Барт
- Дастин Нгуен — Хо Динх
- Неста Купер[англ.] — Мишель
- Идрис Дебранд — Рэй в подростковом возрасте
- Бентли Купер — Рэй в детстве
- Лиз Карибел — Шерри
- Уилл Паллен — Марчетти
- Кью Тинь — Хуан «Бабуля» Фам
- Эмма Луис — Иззи Фам

## Эпизоды
| № | Название                                        | Режиссёр              | Автор сценария | Дата премьеры  |
| - | ----------------------------------------------- | --------------------- | -------------- | -------------- |
| 1 | «Карамельки» «Jolly Ranchers»                   | Ридли Скотт           | Питер Крейг    | 14 марта 2025  |
| 2 | «Bat Out of Hell» «Bat Out of Hell»             | Джонатан ван Тюллекен | Питер Крейг    | 14 марта 2025  |
| 3 | «Беги, умри или сорвись» «Run, Die, or Relapse» | Таня Хэмилтон         | Питер Крейг    | 21 марта 2025  |
| 4 | «Philadelphia Lawyer»                           | Марсела Саид          | Питер Крейг    | 28 марта 2025  |
| 5 | «Страх Божий» «Fear of God»                     | Марсела Саид          | Питер Крейг    | 4 апреля 2025  |
| 6 | «Любовные песни от Марс» «Love Songs from Mars» | Джонатан ван Тюллекен | Питер Крейг    | 11 апреля 2025 |
| 7 | «Муссолини» «Mussolini»                         | Марсела Саид          | Питер Крейг    | 18 апреля 2025 |
| 8 | «Невинные люди» «Innocent People»               | Питер Крейг           | Питер Крейг    | 25 апреля 2025 |

## Производство
В августе 2022 года стало известно, что Apple TV+ занимается разработкой телесериала с участием Брайана Тайри Генри. Исполнительным продюсером и режиссёром одного из эпизодов должен стать Ридли Скотт. Осенью того же года был анонсирован актёрский состав сериала, в который, помимо Генри, вошли Майкл Мэндо, Марин Айрленд и Кейт Малгрю. В январе 2023 года стало известно, что в телесериале снимется Амир Арисон, а месяц спустя было подтверждено участие Винга Рэймса, Несты Купер и Дастина Нгуена. В марте 2023 года на роль в проекте была утверждена Кью Тинь.
Съёмки телесериала начались в Филадельфии 8 февраля 2023 года. Во время съёмок произошёл инцидент со стычкой между Майклом Мэндо и другим актёром, после чего Мэндо был уволен, а на его роль был утверждён Вагнер Моура. 9 мая съёмки были приостановлены из-за забастовки сценаристов. Впоследствии съёмки были возобновлены и прошли, в частности, в Норвуде, Честере и Делавэре.
Премьера первых двух эпизодов состоялась 14 марта 2025 года.

## Восприятие
На сайте-агрегаторе рецензий Rotten Tomatoes рейтинг сериала составляет 86 % на основании 49 рецензий критиков со средней оценкой 7,1 из 10 и обладает «сертификатом свежести».
На сайте-агрегаторе Metacritic рейтинг сериала составляет 74 балла из 100 возможных на основании 25 рецензий критиков, что соответствует «в целом благоприятным» отзывам.